# З/Л/О 94
З/Л/О 94 (V/H/S/94) — американський фільм жахів, кіноальманах, четверта частина в серії фільмів «З/Л/О». Складається з кількох коротких новел, знятих різними режисерами у псевдодокументальному стилі. Світова прем'єра відбулася 26 вересня 2021 року на фестивалі Fantastic Fest. 6 жовтня 2021 фільм вийшов на сервісі Shudder.

## Про фільм
Бійці спецназу виявляють на покинутому складі трупи та VHS-касети зі страшними відеозаписами.
Фільм представлений антологією короткометражних фільмів жахів, вбудованих у сюжетну лінію оповіді, які сприймаються як самостійні короткі фільми жахів. Кожен короткометражний фільм пов'язаний із знайденою кіноплівкою.

## Знімались
| Актор            | Роль |
| ---------------- | ---- |
| Анна Гопкінс     |      |
| Крістіан Потенца |      |
| Тім Кемпбелл     |      |
| Джина Філліпс    |      |

## Відгуки
Фільм отримав позитивні відгуки кінокритиків. На Rotten Tomatoes рейтинг картини складає 93 % на основі 55 рецензій критиків.